# Samala (Baleshare)
Samala, schottisch-gälisch: Samhla, ist eine kleine Streusiedlung auf der schottischen Hebrideninsel Baleshare. Sie liegt an der Ostküste der Insel und stellt die größte Siedlung auf Baleshare dar. Der Baleshare Causeway, der Baleshare mit der größeren Nachbarinsel North Uist verbindet, erreicht die Insel bei Samala.
Samala befindet sich etwa Zwei Kilometer östlich von Teanamachar, der zweiten Siedlung auf Baleshare. Clachan-a-Luib auf North Uist ist etwa 1,5 km östlich gelegen.